# Maller
Die Maller (griechisch Μαλλοί; altindisch Mālava) waren in der Antike ein indischer Volksstamm am Zusammenfluss der Flüsse Hydaspes, Hydraotes und Akesines, im heutigen Punjab. Die Maller besaßen in diesem Gebiet mehrere befestigte Städte. Sie galten als sehr kriegerisch. Zusammen mit den verbündeten Oxydrakern (Kshudrakas) wurden sie nach heftigem Widerstand von Alexander dem Großen in einem Feldzug unterworfen. Alexander wurde bei Erstürmung einer Stadt der Maller schwer verwundet.
Es wird vermutet, dass sie die altindischen Malava waren, die später in den Osten zogen und dort epigraphisch und numismatisch für das 2. Jahrhundert v. Chr. in Rajasthan und Madhya Pradesh nachgewiesen sind. Ihr Name ist dort bis heute als Malwa erhalten.